# Dostava

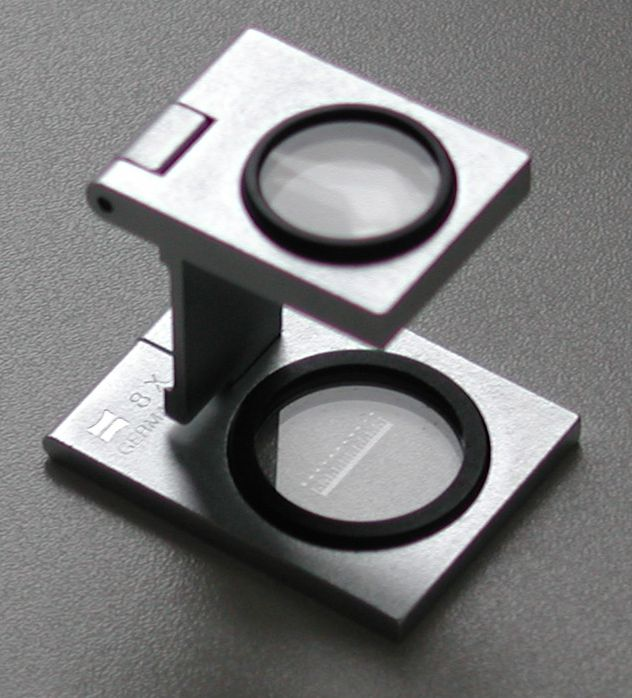
Lupa na zjišťování dostavy

Dostava tkaniny (angl.: picks per inch in a fabric, něm.: Einstelldichte) je odborné označení hustoty vyjádřené počtem nití připadajících na jednotku délky (centimetr nebo palec). 
Podle směru, ve kterém je dostava tkaniny (nesprávně hustota) měřena, rozeznávají textilní odborníci dostavu osnovy (Do) a dostavu útku (Dú).
- Požadované Do se dosáhne nasnováním požadovaného počtu nití na osnovní vál a návodem po dvou, třech nebo více nitech do zubu paprsku. Počet zubů paprsku a počet nití v nich pak zajišťuje požadovanou dostavu tkaniny.
- Požadovanou Dú zajišťuje nastavení zbožového regulátoru, který po zanesení útku do prošlupu a přírazu paprskem posune tkaninu o určitý úsek, předem určený nastavením regulátoru.

Všeobecně mají tkaniny vyšší dostavu po osnově než po útku, což je dáno konstrukčními vlastnostmi a zákonitostmi tkaniny nebo možnostmi strojního vybavení. Dosažení konkrétního čísla dostavy závisí na použitém čísle příze (jemnosti), vazbě tkaniny, účelu použití tkaniny a dalších aspektech. V zemích, kde se používá jednotková soustava SI, uvádí se dostava v počtu nití na 1 nebo 10 centimetrů (10 centimetrů je přesnější), tam kde není SI soustava zavedena se uvádí počet nití na 1 palec. 
Dostava hotových tkanin se zjišťuje podle normy EN 1049. V normě jsou popsány tři metody, jedna z nich je počítání nití s pomocí speciální lupy (viz snímek vpravo). Počet se udává zlomkem, např. 30/20, první údaj platí pro osnovní, druhý pro útkové niti na 1 cm. 
Pro některé druhy tkanin se používá (na celém světě) skoro výhradně určitá výše a kombinace dostavy, které mnozí odborníci považují za mezinárodní standardy. Např.:
denim 25,5/16,5 – batist 36/35 – molino 18/18 – kaliko 22/17 – košilový popelín 50/26 a pod. 
Velmi nízkou dostavu má např. gáz = 2/2  a extrémně vysokou dostavu, až 200/200, mají kovové tkaniny na filtry. 